# Nazionale femminile di hockey su prato della Russia
La nazionale di hockey su prato femminile della Russia è la squadra femminile di hockey su prato rappresentativa della Russia ed è posta sotto la giurisdizione della Russian Hockey Federation.

## Partecipazioni

### Mondiali
- 1994 – 12º posto
- 1998 – non partecipa
- 2002 – 16º posto
- 2006 – non partecipa
- 2010 – non partecipa
- 2014 – non partecipa
- 2018 – non partecipa

### Olimpiadi
- 1992-2008 – non partecipa

### Champions Trophy
- 1991-2009 – non partecipa

### EuroHockey Nations Championship
- 1991 – non partecipa
- 1995 – 5º posto
- 1999 – 4º posto
- 2003 – 10º posto
- 2005 – non partecipa
- 2007 – non partecipa